# 疏花仙茅
疏花仙茅（学名：Curculigo gracilis）为石蒜科仙茅属下的一个种。其种加词来源于拉丁文“gracilis”，意为“纤细的”。